# Oczy Pełne Lodu

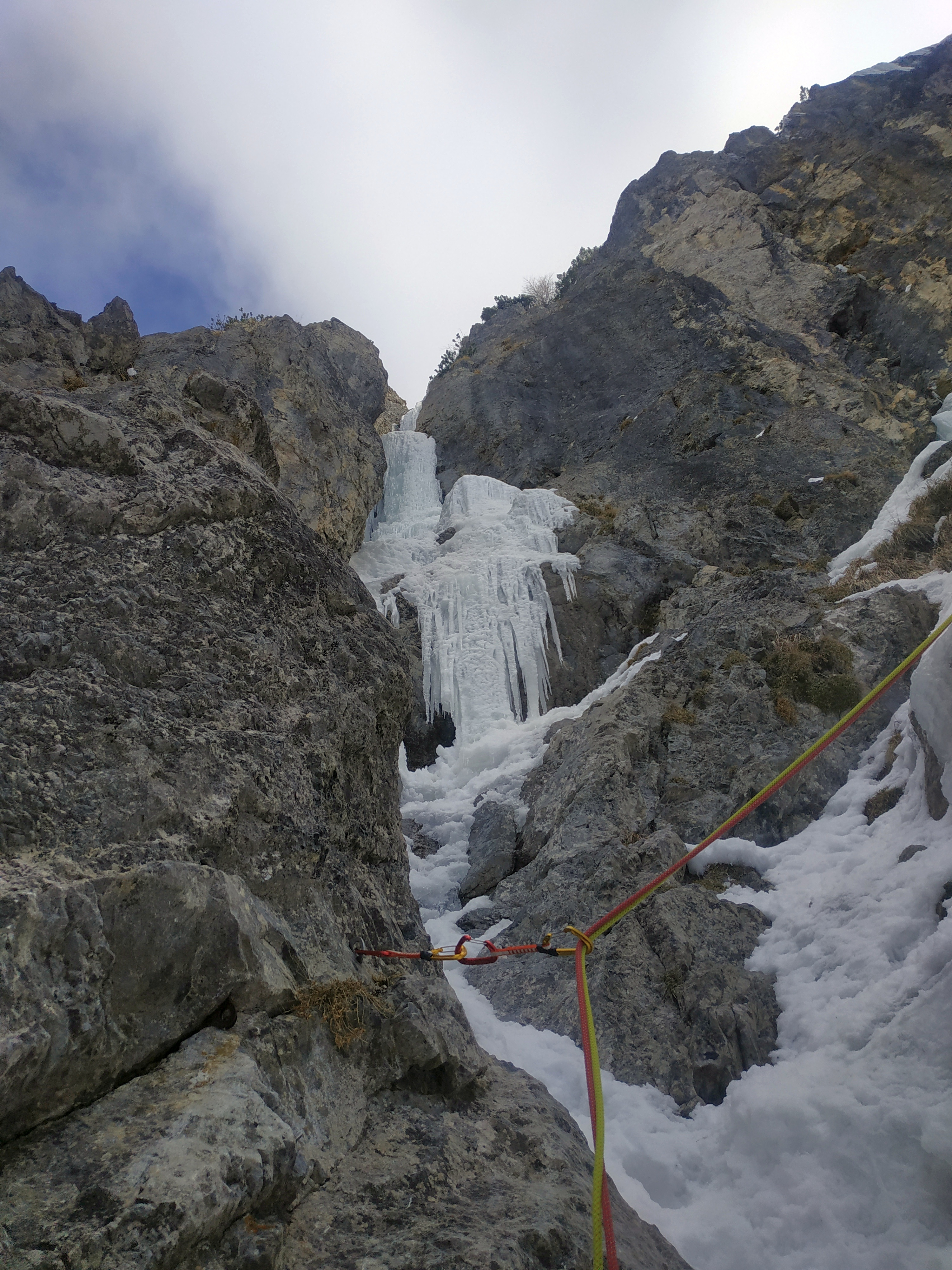

Oczy Pełne Lodu (słow. Oči Plné Ľadu) – lodospad na skalnej ścianie Czerwonej Skałki w Dolinie Białej Wody w Tatrach Słowackich. Jest popularnym obiektem wspinaczki lodowej.
Dojście do lodospadu Oczy Pełne Lodu od parkingu na Łysej Polanie trwa około 40 minut. Lodospad znajduje się po lewej stronie w kierunku marszu i prowadzi do niego ścieżka. Na mapce jest to czwarty z kolei lodospad w Dolinie Białej Wody i znajduje się pomiędzy Lodospadem Mrozków (Mrozekov Ľad) i lodospadem Kaskady. Ma nachylenie od 50 do 90 stopni (więc miejscami pionowe ściany), długość 70 m i jest najtrudniejszym z lodospadów Czerwonej Skałki, wyceniono jego trudność na WI4+/5 II. Ma wystawę zachodnią, przejście nim to 2 lub 3 wyciągi. Do przejścia potrzebna lina połówkowa 2 × 50 m, zestaw śrub lodowych i 1–2 ekspresy. Pierwszy wyciąg prowadzi lodospadem Kaskady, z którego odbija się na lewo na Oczy Pełne Lodu. W okolicach tego stanowiska, na żeberku z prawej strony, zamontowano stanowisko zjazdowe (2 spity i mailon). Drugi i ewentualnie trzeci wyciąg mają długość około 60 m i są dużo trudniejsze.
Zaletą lodospadów na Czerwonej Skałce jest fakt, że w zasadzie nie występuje tutaj zagrożenie lawinowe, ale lodospad Oczy Pełne lodu jest niebezpieczny z innego powodu – przez długą część dnia jest w słońcu, co stwarza zagrożenie, że w pewnych warunkach może się w całości oderwać od skały.
Pierwsze przejście lodospadu: T. Jánoš, J. Liďák 10 stycznia 1981 roku.